# Little Miss Weekend
「Little Miss Weekend」（リトル ミス ウィークエンド）は、日本のバンドストレイテナーのメジャー9枚目のシングルである。2008年11月26日発売。発売元はEMIミュージック・ジャパン。

## 概要
- 前作から約2ヶ月振り、CD形態では約1年9ヶ月振りとなるシングル。
- CD EXTRA仕様。「Electricity」のレコーディングクリップを収録。

## 収録曲
1. Little Miss Weekend(3:32)
作詞・作曲：ホリエアツシ、編曲：ストレイテナー
2. Electricity(2:53)
作詞・作曲：Jason Pierce、編曲：ストレイテナー
スピリチュアライズドのカバー

## 収録アルバム
1. Little Miss Weekend
『Nexus』